# Central nuclear de Mülheim-Kärlich
La Central nuclear de Mülheim-Kärlich (en alemán: Kernkraftwerk Mülheim-Kärlich) se encuentra a orillas del Rin, a unos 10 km al noroeste de Coblenza, cerca de la ciudad de Mülheim-Kärlich en Alemania. La empresa operadora fue Société Luxembourgeoise de Centrales Nucléaires, una filial de RWE. Fue la única central nuclear en Renania-Palatinado después de que se terminó en 1986, sin embargo, debido a problemas con el permiso de construcción solo operó durante tres años y fue puesta fuera de servicio en 1988, Posteriores intentos de llevar la planta a trabajar se prolongaron hasta 1998, cuando la Corte Suprema falló a favor de que no reiniciara sus operaciones.